# يوهان كريستيان فون إنجل
يوهان كريستيان فون إنجل (بالإنجليزية: Johann Christian von Engel)‏ (1770 – 1814 م)، مؤرخ من الإمبراطورية النمساوية، ولد في ليفوتشا (اليوم في سلوفاكيا)، وتُوفي في فيينا عن عمرٍ يناهز 44 عاماً.  تم تكريمه في عام 1812م.

## التعليم
كان ينتمي إلى مملكة المجر في ظل ملكية هابسبورغ، وتلقى تعليمه في جامعة غوتينغن، حيث كان كريستيان جوتلوب هاينة (Heyne) وأوغست لودفيج فون شولتزر (Schlözer) من بين معلميه. كتب العديد من الأعمال التاريخية التي كانت في أيامها كنزًا للمعرفة والمنح الدراسية. كان أول من وضع تاريخ المجر وأوكرانيا وإمارات الدانوب على أساس علمي سليم. 